# Mercat d'Abastaments (Girona)
El Mercat d'Abastaments és una obra del municipi de Girona inclosa en l'Inventari del Patrimoni Arquitectònic de Catalunya.
L'edifici respon a la necessitat de centralitzar tota l'oferta de mercaderies alimentàries en un mateix espai. Presenta planta baixa rectangular, amb austeres façanes i quatre entrades, una a cadascun dels costats. Constitueix un dels pocs exemples a Girona de construcció oficial realitzada amb un llenguatge plenament avantguardista, si bé la seva execució, en plena postguerra, va ser mediatitzada per la intervenció de l'arquitecte municipal Gordillo Nieto, qui va emmascarar l'obra amb l'afegit d'elements decoratius de tipus heràldic. L'interior està distribuït en diferents carrers que acullen les parades dels comerciants. Finestres i obertures presenten formes que recorden l'arquitectura racionalista.